# Lokal integrierbare Funktion
Eine lokal integrierbare Funktion ist eine Funktion, die auf jedem Kompaktum integrierbar ist, jedoch muss diese Funktion auf gewissen offenen Mengen nicht integrierbar sein. Solche Funktionen werden in der Analysis beziehungsweise Funktionalanalysis als Hilfsmittel eingesetzt. So spielen diese insbesondere in der Distributionentheorie eine wichtige Rolle. Außerdem kann man das Konzept der lokal integrierbaren Funktionen auf die lokal p-integrierbaren Funktionen und auf die lokal schwach differenzierbaren Funktionen übertragen.

## Definition
In diesem Abschnitt werden die lokal integrierbare Funktion und der Funktionenraum {\displaystyle L_{\mathrm {loc} }^{1}} definiert. Sei {\displaystyle \Omega \subset \mathbb {R} ^{n}} eine offene Teilmenge und {\displaystyle f\colon \Omega \to \mathbb {C} } eine Lebesgue-messbare Funktion. Die Funktion {\displaystyle f} heißt lokal integrierbar, falls für jedes Kompaktum {\displaystyle K\subset \Omega } das Lebesgue-Integral endlich ist, also
{\displaystyle \int _{K}|f(x)|\,\mathrm {d} x<\infty }.
Die Menge dieser Funktionen wird mit {\displaystyle {\mathcal {L}}_{\operatorname {loc} }^{1}(\Omega )} bezeichnet. Identifiziert man alle Funktionen aus {\displaystyle {\mathcal {L}}_{\operatorname {loc} }^{1}(\Omega )} miteinander, die fast überall gleich sind, so erhält man den Raum {\displaystyle L_{\operatorname {loc} }^{1}(\Omega )}. Im Zusammenhang mit der Distributionentheorie findet man auch die äquivalente Definition
{\displaystyle L_{\operatorname {loc} }^{1}(\Omega ):=\left\{f\in L^{0}(\Omega )\,\left|\,\int _{\mathbb {R} ^{n}}f(x)\phi (x)\,\mathrm {d} x<\infty ,\ \phi \in {\mathcal {D}}(\Omega )\right.\right\}},
wobei {\displaystyle L^{0}(\Omega )} die Menge der Äquivalenzklassen der messbaren Funktionen, die fast überall gleich sind, und {\displaystyle {\mathcal {D}}(\Omega )\cong C_{c}^{\infty }(\Omega )} der Raum der Testfunktionen ist.
Anstatt zu fordern, dass {\displaystyle \Omega } offen ist, wird {\displaystyle \Omega } von anderen Autoren auch als {\displaystyle \sigma }-kompakt vorausgesetzt. Zwar ist es für die Definition des Raums {\displaystyle L^{1}\left(\Omega \right)} ausreichend, {\displaystyle \Omega \subset \mathbb {R} ^{n}} als messbare Menge vorauszusetzen. Für die Definition des Raums {\displaystyle L_{\mathrm {loc} }^{1}\left(\Omega \right)} der lokal integrierbaren Funktionen wäre diese Allgemeinheit aber ungünstig, da es messbare Mengen gibt, die außer Nullmengen kein Kompaktum enthalten. Dies würde dazu führen, dass jede messbare Funktion lokal integrierbar wäre. Außerdem wären alle Halbnormen {\displaystyle \left\|\,\cdot \right\|_{L^{1}\left(K\right)}\ \left(K\subset \subset \Omega \right)} konstant Null, die von ihnen induzierte Topologie also indiskret. Funktionen ließen sich in einem solchen Raum nicht trennen. Ein derartiges pathologisches Beispiel erhält man mit {\displaystyle \Omega =\mathbb {R} \setminus \mathbb {Q} }, den irrationalen Zahlen.

## Beispiele
- Die konstante Einsfunktion ist auf unbeschränkten {\displaystyle \Omega \subset \mathbb {R} ^{n}} lokal integrierbar, aber nicht Lebesgue-integrierbar.
- Alle {\displaystyle L^{p}}-Funktionen sind auch lokal integrierbar.
- Die Funktion

{\displaystyle f(x)={\begin{cases}{\frac {1}{x}}&x\neq 0\\0&x=0\end{cases}}}
ist bei {\displaystyle x=0} nicht lokal integrierbar.

## Lokal p-integrierbare Funktion
Analog zu den {\displaystyle L_{\mathrm {loc} }^{1}(\Omega )}-Funktionen kann man auch {\displaystyle L_{\mathrm {loc} }^{p}(\Omega )}-Funktionen definieren. Sei {\displaystyle \Omega \subset \mathbb {R} ^{n}} offen oder {\displaystyle \sigma }-kompakt. Eine messbare Funktion {\displaystyle f\colon \Omega \to \mathbb {C} } heißt lokal p-integrierbar, falls der Ausdruck
{\displaystyle \int _{K}|f(x)|^{p}\,\mathrm {d} x\,}
für {\displaystyle p\geq 1} und für alle Kompakta {\displaystyle K\subset \Omega } existiert.

## Eigenschaften
- Eine reguläre Distribution ist ein stetiges und lineares Funktional, das durch

{\displaystyle \phi \in {\mathcal {D}}(\mathbb {R} ^{n})\mapsto \int _{\mathbb {R} ^{n}}f(x)\phi (x)\,\mathrm {d} x}
für eine fixierte, lokal integrierbare Funktion {\displaystyle f\in L_{\mathrm {loc} }^{1}(\mathbb {R} ^{n})} definiert ist. Daher identifiziert man den Raum {\displaystyle L_{\mathrm {loc} }^{1}(\mathbb {R} ^{n})} mit der Menge der regulären Distributionen auf {\displaystyle \mathbb {R} ^{n}}. Mit der Abbildung {\displaystyle \textstyle f\in L_{\mathrm {loc} }^{1}(\mathbb {R} ^{n})\mapsto \left(\phi \in {\mathcal {D}}(\mathbb {R} ^{n})\mapsto \int _{\mathbb {R} ^{n}}f(x)\phi (x)\,\mathrm {d} x\right)} erhält man also eine stetige Einbettung
{\displaystyle L_{\mathrm {loc} }^{1}(\mathbb {R} ^{n})\hookrightarrow {\mathcal {D}}'(\mathbb {R} ^{n})}
in den Raum der Distributionen.
- Eine Funktion {\displaystyle f\in L_{\mathrm {loc} }^{p}(\Omega )} ist im Allgemeinen kein Element von {\displaystyle L^{p}(\Omega )}. Jedoch gilt {\displaystyle L^{p}(\Omega )\subset L_{\mathrm {loc} }^{p}(\Omega )} für alle {\displaystyle 1\leq p\leq \infty }.[4]
- Für {\displaystyle 1\leq p<r\leq \infty } gilt

{\displaystyle L_{\mathrm {loc} }^{r}(\Omega )\subset L_{\mathrm {loc} }^{p}(\Omega )}.
Dies gilt für die {\displaystyle L^{p}(\Omega )}-Räume im Allgemeinen nicht, außer wenn {\displaystyle \Omega } endliches Maß hat.
- Sei {\displaystyle (\Omega _{i})_{i\in \mathbb {N} }} eine beliebige Folge offener, relativ kompakter Teilmengen von {\displaystyle \Omega } mit {\displaystyle \textstyle \Omega =\bigcup _{i\in \mathbb {N} }\Omega _{i}}, dann ist {\displaystyle \|\cdot \|_{L^{p}(\Omega _{i})}} eine Folge von Halbnormen auf {\displaystyle L_{\mathrm {loc} }^{p}(\Omega )}. Mit dieser Halbnorm wird {\displaystyle L_{\mathrm {loc} }^{p}(\Omega )} zu einem metrisierbaren lokalkonvexen Vektorraum. Da bezüglich dieser Metrik alle Cauchy-Folgen konvergieren, der Raum also vollständig ist, ist er ein Fréchet-Raum.[5]

## Lokal schwach differenzierbare Funktionen
Die Räume der schwach differenzierbaren Funktionen sind die Sobolev-Räume {\displaystyle W^{k,p}(\Omega )}. Da diese Unterräume der {\displaystyle L^{p}(\Omega )} sind, definiert man auch für diese ganz analog lokale Sobolev-Räume. Sei {\displaystyle \Omega \subset \mathbb {R} ^{n}} offen und {\displaystyle 1\leq p\leq \infty }. Eine Funktion {\displaystyle f\in L_{\mathrm {loc} }^{p}(\Omega )} liegt im Raum {\displaystyle W_{\mathrm {loc} }^{k,p}(\Omega )}, wenn deren {\displaystyle k}-te schwache Ableitung existiert. Diese Definition ist äquivalent zu
{\displaystyle W_{\mathrm {loc} }^{k,p}(\Omega ):=\left\{u\in {\mathcal {D}}'(\Omega )\mid \phi u\in W^{k,p}(\mathbb {R} ^{n}),\forall \phi \in {\mathcal {D}}(\Omega )\right\}},
wobei {\displaystyle {\mathcal {D}}'(\Omega )} der Raum der Distributionen ist. Diese Art von Sobolev-Räumen ist ebenfalls ein Fréchet-Raum. Für {\displaystyle p=\infty } entspricht der Sobolev-Raum {\displaystyle W_{\mathrm {loc} }^{1,\infty }(\Omega )} dem Raum der lokal Lipschitz-stetigen Funktionen. Schränkt man {\displaystyle p} auf {\displaystyle n<p\leq \infty } ein, wobei {\displaystyle n} die Dimension des umgebenden {\displaystyle \mathbb {R} ^{n}} ist, so ist {\displaystyle f\in W_{\mathrm {loc} }^{1,p}} fast überall differenzierbar in {\displaystyle \Omega } und der Gradient von {\displaystyle f} stimmt mit dem Gradienten im Sinne der schwachen Ableitung überein. Da {\displaystyle W_{\mathrm {loc} }^{1,\infty }(\Omega )} der Raum der lokal Lipschitz-stetigen Funktionen ist, folgt der Satz von Rademacher als Spezialfall.